# 278609 Avrudenko
278609 Avrudenko è un asteroide della fascia principale. Scoperto nel 2008, presenta un'orbita caratterizzata da un semiasse maggiore pari a 2,2948767 UA e da un'eccentricità di 0,2208107, inclinata di 1,80412° rispetto all'eclittica.